# ロツキータイガー
ロツキータイガー（Rocky Tiger）は日本の競走馬。南関東公営競馬の重賞を6勝したほか、第5回ジャパンカップでも2着に入着した。

## 競走馬時代

### デビューから4歳まで
1983年9月に、船橋競馬場の3歳新馬戦でデビュー。初出走時の馬体重は430kgしかなく、初勝利も3戦目で、結局3歳時は5戦してこの1勝のみという平凡なスタートとなったが、4歳の春に桑島孝春が初めて手綱をとった雲取賞（大井競馬場）で直線一気の差し切り勝ちを決め、一変する。この年の南関東4歳世代にはキングハイセイコーやステートジャガーなど強力なライバルがおり、これらのライバル馬とハイレベルな争いを繰り返した。春は羽田盃3着・東京ダービー2着とキングハイセイコーに敗れたものの、秋の東京王冠賞では三冠を狙ったキングハイセイコーに2馬身半の差を付けて優勝した。この勝利をもって世代チャンピオンを確定させたとの見方もあるが、このときキングハイセイコーは、主戦からテン乗りの騎手への急遽乗り替わりやスタートで出遅れるなどの不利があり、また距離が長かったとも指摘されている。吉川彰彦によれば、前記2頭のライバルにもそれぞれ個性や力量はあったが、本馬は決め手やインパクトで前記2頭のライバルを上回っていたと評している。桑島は全25戦中16戦でロツキータイガーに騎乗した。

### 5歳から引退まで
明けて5歳になっても勢いは衰えず、報知グランプリカップ・金盃・ダイオライト記念・帝王賞を優勝。前年秋の「いちょう賞」から数えて通算6連勝（重賞は5連勝）を記録した。
その後2戦連続3着の後、当時地方競馬所属馬に対して1頭の招待枠が設けられていたジャパンカップの出走権を争うべく、第22回東京記念に出走する。4歳秋から上昇一途のロツキータイガーと、当時既に5000勝を記録していた佐々木竹見に乗り替わって5戦3勝2着2回のテツノカチドキがジャパンカップの出走権を懸けて激突したこのレースは、後に「名勝負」として語り継がれるレースとなった。レースは逃げるハードスキーをトムカウントが追いかける展開で、テツノカチドキは中団の好位で先頭をマーク、ロツキータイガーは後方からレースを進める。向正面から一気にペースが早まりテツノカチドキが動き出すと、第4コーナーを回るころにはロツキータイガーも伸びてくる。最後の直線では残り200mあたりから内ロツキータイガー、外テツノカチドキの2頭が馬体をピタリと併せてのマッチレースとなり、壮絶な叩き合いの末に2頭がゴールへなだれ込む。写真判定の結果アタマ差でロツキータイガーが制し、ジャパンカップの出走権を獲得した。
こうして出走した第5回ジャパンカップには、絶対的本命と目されていたシンボリルドルフが出走していた事もあり単勝人気は15頭中11番人気の低評価だった。馬券的には全く期待されておらず、勝負とは関係ないと思われていたが、陣営や関係者らは真剣にジャパンカップを戦おうとしていた。蹄鉄も通常使用しているものではなく芝用の蹄鉄に打ち替えることも関係者間で検討されたが、結局「普段着の競馬で」との意見で合意、通常使用している蹄鉄を使うことになった。東京競馬場で行われた公開追い切りの際はコースに出ず、角馬場でひたすら入念にダクを踏んでいた。桑島はこのときのことについて、後に「カリカリするし、環境だけ覚えてくれればいいと思って…」と語っていたとされる。
ジャパンカップのレース本番も、桑島は普段どおりの競馬を徹底した。シンボリルドルフが直線で力強く抜け出し後続馬を引き離していく中、後方からただ1頭猛然と追い込んできたのがロツキータイガーだった。結果1馬身3/4及ばなかったが、地方競馬所属馬ではジャパンカップでの最高着順となる2着となり、結局この1戦のみだった芝にも高い適性を見せた。
ジャパンカップ後は東京大賞典に出走したがスズユウの2着に敗れ、この年は9戦5勝で終えた。明けて6歳時は4戦未勝利に終わり、1987年1月21日に登録を抹消し引退。

## 競走成績
出典：ロッキータイガー 全成績 - 日刊競馬新聞社、2015年2月15日閲覧
| 年月日 | 年月日 | 競馬場 | 競走名            | 距離    | 馬場 | 騎手     | 重量 | 単勝 人気 | 着順 | タイム | タイム差（秒） または着差 | 1着馬 （2着馬）        |
| 1983.  | 9.21   | 船橋   | 3歳新馬           | ダ900m  | 重   | 古市修二 | 53   | 2番人気   | 2着  | 0:56.9 | 0.3                       | トサネバー             |
|        | 10.27  | 船橋   | 3歳90万下         | ダ900m  | 不良 | 古市修二 | 53   | 5番人気   | 3着  | 0:56.0 | 1.3                       | ワイドイーグル         |
|        | 11.11  | 大井   | 3歳102万下        | ダ1200m | 重   | 古市修二 | 53   | 2番人気   | 1着  | 1:14.6 | 0.8                       | （ハクツホープ）       |
|        | 11.30  | 船橋   | 馬場改修記念      | ダ1500m | 良   | 古市修二 | 53   | 5番人気   | 5着  | 1:36.6 | 2.0                       | ワイドイーグル         |
|        | 12.27  | 船橋   | 3歳特別           | ダ1600m | 良   | 古市修二 | 54   | 2番人気   | 2着  | 1:43.5 | 0.3                       | ワイドイーグル         |
| 1984.  | 1.28   | 船橋   | 新春千葉盃        | ダ1600m | 良   | 古市修二 | 54   | 2番人気   | 1着  | 1:41.2 | 1.3                       | （グランドオスカー）   |
|        | 2.22   | 船橋   | 若潮盃            | ダ1600m | 良   | 古市修二 | 55   | 2番人気   | 2着  | 1:40.4 | クビ                      | ワイドイーグル         |
|        | 3.26   | 大井   | 雲取賞            | ダ1700m | 良   | 桑島孝春 | 54   | 2番人気   | 1着  | 1:49.3 | 0.2                       | （アローロマネスク）   |
|        | 5.1    | 大井   | 羽田盃            | ダ2000m | 良   | 川島正行 | 57   | 3番人気   | 3着  | 2:07.7 | 0.8                       | キングハイセイコー     |
|        | 6.6    | 大井   | 東京ダービー      | ダ2400m | 良   | 川島正行 | 57   | 4番人気   | 2着  | 2:34.8 | 0.3                       | キングハイセイコー     |
|        | 10.26  | 大井   | いちょう賞        | ダ1800m | 良   | 桑島孝春 | 57   | 2番人気   | 1着  | 1:54.4 | 0.2                       | （ハードスキー）       |
|        | 11.13  | 大井   | 東京王冠賞        | ダ2600m | 良   | 桑島孝春 | 57   | 2番人気   | 1着  | 2:48.4 | 0.5                       | （キングハイセイコー） |
| 1985.  | 1.23   | 船橋   | 報知グランプリC   | ダ1800m | 良   | 桑島孝春 | 54   | 2番人気   | 1着  | 1:52.7 | 0.4                       | （トムカウント）       |
|        | 2.7    | 大井   | 金盃              | ダ2000m | 良   | 桑島孝春 | 56   | 1番人気   | 1着  | 2:06.3 | 0.3                       | （グローリイセンプー） |
|        | 3.21   | 船橋   | ダイオライト記念  | ダ2400m | 不良 | 桑島孝春 | 57   | 1番人気   | 1着  | 2:30.9 | アタマ                    | （カウンテスアツプ）   |
|        | 4.18   | 大井   | 帝王賞            | ダ2800m | 重   | 桑島孝春 | 57   | 1番人気   | 1着  | 3:00.2 | 0.3                       | （カウンテスアツプ）   |
|        | 7.3    | 川崎   | 報知オールスターC | ダ2000m | 重   | 桑島孝春 | 57   | 1番人気   | 3着  | 2:06.7 | 0.6                       | カウンテスアツプ       |
|        | 9.25   | 船橋   | NTV盃             | ダ2000m | 稍重 | 桑島孝春 | 59   | 1番人気   | 3着  | 2:05.5 | 0.2                       | ブランドオスカー       |
|        | 10.31  | 大井   | 東京記念          | ダ2400m | 稍重 | 桑島孝春 | 59   | 1番人気   | 1着  | 2:33.9 | アタマ                    | （テツノカチドキ）     |
|        | 11.24  | 東京   | ジャパンC         | 芝2400m | 重   | 桑島孝春 | 57   | 11番人気  | 2着  | 2:29.1 | 0.3                       | シンボリルドルフ       |
|        | 12.28  | 大井   | 東京大賞典        | ダ3000m | 良   | 桑島孝春 | 56   | 2番人気   | 2着  | 3:14.6 | 0.3                       | スズユウ               |
| 1986.  | 1.30   | 船橋   | 報知グランプリC   | ダ1800m | 良   | 桑島孝春 | 60.5 | 1番人気   | 6着  | 1:53.8 | 1.4                       | タケミアンサー         |
|        | 3.4    | 大井   | 金盃              | ダ2000m | 良   | 桑島孝春 | 60.5 | 3番人気   | 3着  | 2:07.1 | 0.4                       | カウンテスアツプ       |
|        | 4.9    | 大井   | 帝王賞            | ダ2000m | 良   | 桑島孝春 | 56   | 2番人気   | 8着  | 2:07.8 | 1.9                       | トムカウント           |
|        | 8.1    | 大井   | 関東盃            | ダ1600m | 良   | 桑島孝春 | 60   | 3番人気   | 7着  | 1:42.2 | 1.5                       | ガルダン               |

## 種牡馬時代
引退後は種牡馬となり、タカノアイなど追い込みの個性派や道悪巧者を数頭出したが、目立った活躍馬は出せず1996年に種牡馬も引退。2007年4月2日に老衰のため死亡。

### 主な産駒
- タカノアイ（1988年産、トゥインクルレディー賞2着）[9]
- ロッキーキャロル（1988年産、サガ・クイーン賞2着）[9]
- ブシュウサカキ（1990年産、しもつけオークス3着）[9]

## 血統表
| ロツキータイガーの血統                 | ロツキータイガーの血統                          | ロツキータイガーの血統                          | （血統表の出典）                                | （血統表の出典） |
| 父系                                   | ミルリーフ系                                    | ミルリーフ系                                    | ミルリーフ系                                    | [ § 2 ]          |
| 父 *ミルジョージ Mill George 1975 鹿毛 | 父の父Mill Reef 1968 鹿毛                       | Never Bend                                      | Nasrullah                                       | Nasrullah        |
| 父 *ミルジョージ Mill George 1975 鹿毛 | 父の父Mill Reef 1968 鹿毛                       | Never Bend                                      | Lalun                                           |                  |
| 父 *ミルジョージ Mill George 1975 鹿毛 | 父の父Mill Reef 1968 鹿毛                       | Milan Mill                                      | Princequillo                                    | Princequillo     |
| 父 *ミルジョージ Mill George 1975 鹿毛 | 父の父Mill Reef 1968 鹿毛                       | Milan Mill                                      | Virginia Water                                  |                  |
| 父 *ミルジョージ Mill George 1975 鹿毛 | 父の母Miss Charisma 1967 鹿毛                   | Ragusa                                          | Ribot                                           | Ribot            |
| 父 *ミルジョージ Mill George 1975 鹿毛 | 父の母Miss Charisma 1967 鹿毛                   | Ragusa                                          | Fantan                                          |                  |
| 父 *ミルジョージ Mill George 1975 鹿毛 | 父の母Miss Charisma 1967 鹿毛                   | *マタティナ Matatina                            | Grey Sovereign                                  | Grey Sovereign   |
| 父 *ミルジョージ Mill George 1975 鹿毛 | 父の母Miss Charisma 1967 鹿毛                   | *マタティナ Matatina                            | Zanzara                                         |                  |
| 母 ロツキーハーバ 1974 鹿毛            | 母の父*シーカー Sicar 1964 黒鹿毛               | Sicambre                                        | Prince Bio                                      | Prince Bio       |
| 母 ロツキーハーバ 1974 鹿毛            | 母の父*シーカー Sicar 1964 黒鹿毛               | Sicambre                                        | Sif                                             |                  |
| 母 ロツキーハーバ 1974 鹿毛            | 母の父*シーカー Sicar 1964 黒鹿毛               | Arbela                                          | Pharis                                          | Pharis           |
| 母 ロツキーハーバ 1974 鹿毛            | 母の父*シーカー Sicar 1964 黒鹿毛               | Arbela                                          | Arbele                                          |                  |
| 母 ロツキーハーバ 1974 鹿毛            | 母の母スズナル 1966 鹿毛                        | *タリヤートス Tulyartos                         | Tulyar                                          | Tulyar           |
| 母 ロツキーハーバ 1974 鹿毛            | 母の母スズナル 1966 鹿毛                        | *タリヤートス Tulyartos                         | Certosa                                         |                  |
| 母 ロツキーハーバ 1974 鹿毛            | 母の母スズナル 1966 鹿毛                        | クインフオツクス                                | *リンボー                                       | *リンボー        |
| 母 ロツキーハーバ 1974 鹿毛            | 母の母スズナル 1966 鹿毛                        | クインフオツクス                                | フジフオツクス F-No.3-d                         |                  |
| 母系(F-No.)                            | 3号族(FN:3-d)                                   | 3号族(FN:3-d)                                   | 3号族(FN:3-d)                                   | [ § 3 ]          |
| 5代内の近親交配                        | Nasrullah4×5=9.38% Prince Rose5×5=6.25%〈父内〉 | Nasrullah4×5=9.38% Prince Rose5×5=6.25%〈父内〉 | Nasrullah4×5=9.38% Prince Rose5×5=6.25%〈父内〉 | [ § 4 ]          |
| 出典                                   | 1. 2. 3. 4.                                     | 1. 2. 3. 4.                                     | 1. 2. 3. 4.                                     | 1. 2. 3. 4.      |

父ミルジョージは米国で4戦2勝。現役時はこれといった競走成績を残せなかったが、種牡馬として輸入された日本で確固たる地位を築いた。産駒は中央・地方、芝・ダートを問わず活躍し、中央競馬ではオサイチジョージ（第31回宝塚記念）やエイシンサニー（第51回優駿牝馬）・リンデンリリー（第16回エリザベス女王杯）といったGI優勝馬などを含め、1980年代後半から1990年代前半にかけて活躍馬を次々に輩出。地方競馬でものちに中央へ移籍し天皇賞（春）を勝ったイナリワンのほか、ロジータやミルコウジなどの活躍馬を送り出し、地方競馬のリーディングサイアーも5度獲得（1985年・1987年・1988年・1989年・1995年）。2007年には顕著な種牡馬成績が評価され、NARグランプリ特別表彰馬に選出されている。
母ロッキーハーバは地方競馬で11戦3勝。